# Schachbundesliga 2017/18 (Schweiz)
Die Schachbundesliga 2017/18 ist die höchste Spielklasse der Schweizerischen Gruppenmeisterschaft (SGM) im Schach. Meister wurde der SC Gonzen, während der Titelverteidiger SC Lyss-Seeland als Tabellenletzter absteigen musste. Aus der 2. Bundesliga war im Vorjahr der SC Kirchberg aufgestiegen. Zu den gemeldeten Mannschaftskadern der teilnehmenden Vereine siehe Mannschaftskader der schweizerischen 1. Bundesliga im Schach 2017/18.

## Termine und Austragungsorte
Die Wettkämpfe fanden statt am 11. November, 2. Dezember 2017, 13. und 27. Januar, 10. und 24. Februar sowie 17. März 2018. Die letzte Runde wurde zentral in Lyss ausgerichtet, die übrigen fanden dezentral bei den beteiligten Vereinen statt.

## Tabelle
| Pl. | Verein                           | Sp | G | U | V | MP   | Brett-P.  |
| --- | -------------------------------- | -- | - | - | - | ---- | --------- |
| 01. | SC Gonzen                        | 7  | 6 | 0 | 1 | 12:2 | 36,5:19,5 |
| 02. | Cercle d’échecs de Nyon          | 7  | 5 | 0 | 2 | 10:4 | 34,5:21,5 |
| 03. | Echiquier Bruntrutain Porrentruy | 7  | 4 | 1 | 2 | 9:5  | 33,5:22,5 |
| 04. | SG Winterthur                    | 7  | 4 | 0 | 3 | 8:6  | 29,0:27,0 |
| 05. | SG Riehen                        | 7  | 3 | 0 | 4 | 6:8  | 26,5:29,5 |
| 05. | SV Wollishofen                   | 7  | 3 | 0 | 4 | 6:8  | 26,5:29,5 |
| 07. | SC Kirchberg (N)                 | 7  | 1 | 1 | 5 | 3:11 | 20,5:35,5 |
| 08. | SC Lyss-Seeland (M)              | 7  | 1 | 0 | 6 | 2:12 | 17,0:39,0 |

## Entscheidungen
|     | Schweizer Bundesmeister: SC Gonzen              |
|     | Absteiger in die 2. Bundesliga: SC Lyss-Seeland |
| (M) | Meister der letzten Saison                      |
| (N) | Aufsteiger der letzten Saison                   |

## Kreuztabelle
| Ergebnisse | Ergebnisse                       | 01. | 02. | 03. | 04. | 05. | 05. | 07. | 08. |
| ---------- | -------------------------------- | --- | --- | --- | --- | --- | --- | --- | --- |
| 01.        | SC Gonzen                        |     | 4½  | 3   | 4½  | 6   | 6   | 6½  | 6   |
| 02.        | Cercle d’échecs de Nyon          | 3½  |     | 5   | 3½  | 4½  | 4½  | 6   | 7½  |
| 03.        | Echiquier Bruntrutain Porrentruy | 5   | 3   |     | 3½  | 5   | 6   | 4   | 7   |
| 04.        | SG Winterthur                    | 3½  | 4½  | 4½  |     | 3½  | 3   | 5½  | 4½  |
| 05.        | SG Riehen                        | 2   | 3½  | 3   | 4½  |     | 5½  | 3½  | 4½  |
| 05.        | SV Wollishofen                   | 2   | 3½  | 2   | 5   | 2½  |     | 5½  | 6   |
| 07.        | SC Kirchberg                     | 1½  | 2   | 4   | 2½  | 4½  | 2½  |     | 3½  |
| 08.        | SC Lyss-Seeland                  | 2   | ½   | 1   | 3½  | 3½  | 2   | 4½  |     |

## Aufstiegsspiel zur 1. Bundesliga
Für das am 5. Mai 2018 in Kreuzlingen ausgetragene Aufstiegsspiel qualifizierten sich mit dem SC Bodan und Valais die Sieger der beiden Zweitligastaffeln. Obwohl Bodan an allen Brettern schwächer besetzt war, setzte sich die Mannschaft durch und stieg damit in die 1. Bundesliga auf.
| SC Bodan         | Valais             | Ergebnis |
| ---------------- | ------------------ | -------- |
| Andreas Heimann  | Christian Bauer    | 1:0      |
| Peter Kühn       | Yannick Pelletier  | 0,5:0,5  |
| Theo Hommeles    | Gérard Nüesch      | 1:0      |
| Alfred Weindl    | Mihajlo Stojanović | 0,5:0,5  |
| Dieter Knödler   | Spyridon Skembris  | 0,5:0,5  |
| Marcel Wildi     | Fabrizio Patuzzo   | 1:0      |
| Marcel Marentini | Pascal Vianin      | 0:1      |
| Michael Schmid   | Nikolas Pogan      | 0,5:0,5  |

## Die Meistermannschaft
| 1.            | SC Gonzen |
| Schachfiguren | Imre Héra, Sebastian Bogner, Serhij Owsejewytsch, Bence Korpa, Thomas Henrichs, Valery Atlas, Georg Fröwis, Luca Kessler, Fabian Bänziger, Ufuk Tuncer, Ali Habibi, Vjekoslav Vulević, Ingo Meyer, Dmitry Atlas, Guido Neuberger. |